# كونقا حرازة
كونقا حرازة هي قرية تقع على بعد 100 كيلومتر (62 ميل) جنوب غرب الجنينة، غرب دارفور، السودان، بالقرب من الحدود التشادية السودانية.

## تاريخ
منذ خمسينيات القرن الماضي، أصبحت القرية إحدى نقاط تجمع رعاة الماشية من شمال وجنوب دارفور وتشاد، خاصة في الفترة من يناير إلى يوليو.
وفي مارس/آذار 2009، قُتل عامل إغاثة سوداني بالرصاص فيها.  اعتبارًا من سبتمبر 2019، استضافت مخيمًا للنازحين داخليًا، وفقًا للمفوضية السامية للأمم المتحدة لشؤون اللاجئين. وفي أعقاب اندلاع الحرب في السودان في أبريل 2023، فر آلاف الأشخاص من القرية وعبروا الحدود إلى تشاد.
اكتسبت القرية شهرة بسبب الصراع الدائر في إقليم دارفور، حيث أجبر العنف والنزوح العديد من السكان إلى الفرار. وحدثت مجازر فيها خلال معركة الجنينة.